# Блю, Корбин
Корбин Блю Рейверс (англ. Corbin Bleu Reivers), известный как Корбин Блю (род. 21 февраля 1989, Бруклин, Нью-Йорк, США) — американский актёр, певец, продюсер. В 1996 году семья Корбина переехала в Лос-Анджелес. Дебютную роль исполнил в телесериале «Скорая помощь».
Снимался в трилогии «Классный мюзикл» Летом 2004 года Корбин принял участие в новом телесериале «Затерянные на острове» на канале Discovery Kids. Свою первую главную роль сыграл в фильме «Запретная миссия» (2004). Был приглашенной знаменитостью в различных телесериалах, включая «Ханна Монтана» и «Хорошая жена».
С 2006 года Корбин занимается музыкой. Он подписал контракт с «Hollywood Records» и в мае 2007 года вышел его дебютный альбом «Another Side». 10 марта 2009 вышел его второй альбом «Speed of Light».

## Биография
Корбин Блю Риверз родился 21 февраля 1989 года в Бруклине, Нью-Йорк. Родители — Марта и Дэвид Риверз. У него есть три сестры — Джаг, Финикс, и Хантер. Со стороны матери у Корбина итало-американские корни, а со стороны отца — ямайские. Он впервые появился на экране, когда ему было два года, в рекламе таких продуктов, как Bounty, Hasbro, и Nabisco
К четырём годам он уже был моделью Нью-Йоркского агентства «Ford Modeling Agency». Уже тогда он понял, что хочет посвятить себя искусству и начал заниматься танцами, уделяя особое внимание балету и джазу. В возрасте шести лет, Корбин играет свою первую роль в театральном спектакле «Tiny Tim is Dead».
Он окончил среднюю школу «Los Angeles County High School for the Arts» (сокращенно LACHSA). Затем, пойдя по стопам матери, поступил в школу актерского мастерства «High School of Performing Arts», которая находится в Нью-Йорке.

## Карьера
В 1996 году его семья переехала в Лос-Анджелес, где Корбин Блю начал сниматься в кино. Его отец, известный американский актёр, помог сыну сделать первые шаги в мире кинематографа. Вскоре Корбин получил постоянную роль в сериале «High Incident», и был приглашён для съемок в одном из эпизодов сериала «Скорая помощь». Снялся в фильмах «Вольный стиль», «Классный мюзикл: Выпускной», «Запретная миссия», «Семейное дерево».
Первые кинематографические роли Корбин сыграл в фильмах «Солдат», «Пляжное кино», «Семейное дерево», «Таинственные люди» и «В поисках Галактики». Поначалу ему давали небольшие эпизодические роли, но и возраст Корбина на тот момент был невелик. Уже тогда он успел поработать на одной съемочной площадке с Бен Стиллер, Хэнк Азариа и Уильям Мэйси в фильме «Таинственные люди».
В 2004 году он сыграл первую главную роль — Остина, в фильме «Запретная миссия». Фильм имел большой успех у зрителей, что стало неплохим шансом для развития дальнейшей успешной карьеры актёра. После успеха в кино Корбина принимают в Академию танцев Дебби Аллен. Летом 2004 года Корбин начал сниматься в новом телесериале «Затерянные на острове», телеканала Discovery Kids, сыграв Натана МакХью.
В 2005 году Корбин Блю снялся в фильме «Классный мюзикл», где он сыграл роль Чеда Денфорда. Картина имела успех как в США, так и в других странах мира, а Корбин стал кумиром миллионов подростков. В 2007 году в роли главного героя Иззи Дэниэлса, Корбин Блю появляется в фильме «Прыгай!». Он сыграл профессионального боксёра, борющегося не только за победу на ринге, но и за любовь и дружбу. Он также сыграл небольшую роль Спенсера в «Ned’s Declassified School Survival Guide»
и капитана Синей команды в «Disney Channel Games» в 2007 году.
Он сыграл приглашенную знаменитость Джонни Коллинза в премьерном эпизоде Диснеевского телесериала «Ханна Монтана». Последними работами Корбина Блю стали роли в фильмах «Flight 29 Down: The Hotel Tango», «Классный мюзикл: Каникулы» и «Вольный стиль». В 2009 году у актера планируется выход второго сольного диска. В свободное от съемок время Корбин работает на Бродвее. Несмотря на то, что Корбин Блю только начинает сниматься в кино, но уже несколько раз был номинирован на престижные кинематографические награды.
Он получил главную роль в бродвейском мюзикле «На высотах», и гость играла главные роли в одном из эпизодов «Хорошая жена» в октябре 2010 года. В 2011 году он исполнил голос Лу в «Приключения маленького паровозика». В 2012 снялась в фильме ужасов «Scary or Die», и начал снимать «Рени», который будет выпущен в 2012 году. В 2012 году он вернулся на Бродвей в новой постановке «Godspell». Корбин Блю будет приглашенной звездой в эпизоде «Голубая кровь» этой осенью. В марте 2013 года выбран на главную роль Джеффри Кинга в мыльной опере «Одна жизнь, чтобы жить». Был приглашённой звездой в эпизоде «Компаньонов». В сентябре 2013 года участвовал с известной американской танцовщицей Кариной Смирнофф в «Танцах со звёздами». Снимался в фильме «Медсестра 3D».

## Музыкальная карьера
С 2006 года Корбин начинает заниматься музыкой. Он подписывает контракт с «Hollywood Records» и в мае 2007 года выходит его дебютный альбом «Another Side». За неделю было продано 18000 копий и на «Billboard Top 200» альбом занял 36 место. С конца ноября 2006 года до конца января 2007 года Корбин отправился в тур «Классный мюзикл: Концерт» выступив примерно в 40 различных городах.
10 марта 2009 вышел его второй альбом «Speed of Light», продюсером которого выступала «Hollywood Records». Несмотря на проработку альбома и рекламу, было продано всего 4000 копий. Альбом не имел большого успеха на «Billboard Top 200», но зато породил такие синглы как «Celebrate You» и «Moments That Matter».

## Личная жизнь
Корбин Блю часто занимается благотворительностью, работая на компанию «Starlight Children’s Foundation», «Make-A-Wish Foundation», а также «St. Jude Children’s Research Hospital», и работал в День Благодарения в Сочельник приюте для бездомных в Лос-Анджелесе с Дебби Райан в 2008 году.
Корбин Блю — ярый сторонник организации «Do Something». В 2009 году он получил шестую ежегодную награду «Do Something» в Нью-Йорке. В мае 2011 года Корбин Блю также принял участие в награждении организации «Do Something». Он объединился с «Эйми Тигарден», «Кевин Джонас» и «Джоджо» в ходе мероприятия, чтобы поддержать тринадцать кандидатов на премию в $ 100000 в знак признания их выдающейся активности.
С декабря 2011 встречается с Сашей Клементс. В январе 2016 года пара объявила о помолвке.

## Фильмография
| Год       |   | Русское название                               | Оригинальное название                             | Роль                |
| --------- | - | ---------------------------------------------- | ------------------------------------------------- | ------------------- |
| 1996      | с | высокий Инцидент                               | High Incident                                     | N/A                 |
| 1996      | с | Скорая помощь                                  | ER                                                | Маленький мальчик   |
| 1998      | с | Малкольм и Эдди                                | Malcolm & Eddie                                   | Мэтью               |
| 1998      | ф | Пляжное кино                                   | Beach Movie                                       | ребенок             |
| 1999      | ф | Семейное дерево                                | Family Tree                                       | Рики                |
| 1999      | ф | Таинственные люди                              | Mystery Men                                       | короткая стрижка    |
| 1999      | ф | В поисках Галактики                            | Galaxy Quest                                      | Молодой Томми       |
| 2000      | с | Секреты семьи Арно                             | Cover Me: Based on the True Life of an FBI Family | Ник                 |
| 2001—2002 | с | Шоу Аманды                                     | The Amanda Show                                   | Рассел Картер       |
| 2004      | ф | Запретная миссия                               | Catch That Kid                                    | Остин               |
| 2005—2007 | с | Затерянные на острове                          | Flight 29 Down                                    | Натан МакХью        |
| 2006—2007 | с | Рассекреченные Школа выживания Нед руководство | Ned's Declassified School Survival Guide          | Спенсер             |
| 2006—2008 | с | Ханна Монтана                                  | Hannah Montana                                    | Джонни Коллинз      |
| 2006      | ф | Классный мюзикл                                | High School Musical                               | Чед Дэнфорт         |
| 2007      | ф | Прыгай!                                        | Jump In!                                          | Изадор              |
| 2007      | ф | Классный мюзикл: Каникулы                      | High School Musical 2                             | Чед Дэнфорт         |
| 2007      | ф | Тайна Волшебной Тыквы                          | The Secret of the Magic Gourd                     | Магия Тыквы         |
| 2008      | ф | Классный мюзикл: Выпускной                     | High School Musical 3: Senior Year                | Чед Дэнфорт         |
| 2009      | ф | Вольный стиль                                  | Free Style                                        | Кале                |
| 2009      | с | Вне границ                                     | Beyond All Boundaries                             | Эдди В. Робинсон    |
| 2009      | с | Финес и Ферб                                   | Phineas and Ferb                                  | Колтрейн            |
| 2009      | с | Красивая жизнь                                 | The Beautiful Life: TBL                           | Исаак               |
| 2010      | с | Хорошая жена                                   | The Good Wife                                     | Джей Хоук           |
| 2010      | ф | Я должен свою жизнь Корбину Блю                | I Owe My Life to Corbin Bleu                      | Корбин Блю          |
| 2011      | ф | Приключения маленького паровозика              | The Little Engine That Could                      | Лу                  |
| 2012      | ф | Бойся или умри                                 | Scary or Die                                      | Эмметт              |
| 2012      | ф | Написать любовь на её руках                    | To Write Love on Her Arms                         | Макки               |
| 2012      | с | Голубая кровь                                  | Blue Bloods                                       | сотрудник Блейк     |
| 2013      | ф | Сладость                                       | Sugar                                             | эскиз               |
| 2013      | ф | Обезьянья лапа                                 | The Monkey's Paw                                  | кошкарыба           |
| 2013      | ф | Медсестра 3D                                   | Nurse 3D                                          | Стив                |
| 2013      | с | Одна жизнь, чтобы жить                         | One Life to Live                                  | Джеффри Кинг        |
| 2013      | с | Компаньоны                                     | Franklin & Bash                                   | Иордания            |
| 2013      | с | Танцы со звёздами                              | Dancing with the Stars                            | Корбин Блю          |
| 2015      | ф | Убийство в мегацеркови                         | Megachurch Murder                                 | Маркус Кинг         |
| 2019      | ф | Прогулка. Наездница. Родео.                    | Walk. Ride. Rodeo.                                | физиотерапевт Диего |
| 2022      | ф | Запомните меня: История Махалии Джексон        | Remember Me: The Mahalia Jackson Story            | Кэб Кэллоуэй        |
| 2023      | ф | Улётные каникулы                               | Camp Hideout                                      | Джейк               |

## Дискография

### Альбомы
- 2007: Another Side
- 2009: Speed of Light

### Концертные туры
- 2006 — 2007: Классный мюзикл: Концерт

### Саундтреки
- 2006: Классный мюзикл
- 2007: Прыгай!
- 2007: Классный мюзикл: Каникулы
- 2008: Классный мюзикл: Выпускной

## Награды и номинации
| Год  | Награда                              | категория                                                                                                 | Фильм                      | Итог      | Ссылка |
| ---- | ------------------------------------ | --- | -------------------------- | --------- | ------ |
| 2005 | Лос-Анджелес среднюю школу           | «Театр Студент года»                                                                                      | н/д                        | Награда   | [ 41 ] |
| 2006 | Disney Channel New Years Bowl-A-Thon | «Волосы Хотя боулинг»                                                                                     | н/д                        | Награда   | [ 42 ] |
| 2007 | Премия NAACP                         | «Выдающаяся производительность в молодежной/детской программе»                                            | Классный мюзикл            | Номинация | [ 43 ] |
| 2007 | Молодой актёр                        | «Лучшая в телевизионном фильме, мини-серии или специальные (комедия или драма) — Поддержка молодой актёр» | Классный мюзикл            | Номинация | [ 44 ] |
| 2007 | Poptastic! Награды                   | «певец»                                                                                                   | н/д                        | Награда   | [ 45 ] |
| 2007 | Poptastic! Награды                   | «Любимый клип»                                                                                            | «Нажмите его до предела»   | Номинация | [ 45 ] |
| 2007 | Poptastic! Награды                   | «Любимая песня»                                                                                           | «Нажмите его до предела»   | Номинация | [ 45 ] |
| 2007 | Poptastic! Награды                   | «Любимый актёр телевидения»                                                                               | н/д                        | Номинация | [ 45 ] |
| 2007 | Poptastic! Награды                   | «любимый альбом»                                                                                          | «Другая сторона»           | Номинация | [ 45 ] |
| 2007 | Poptastic! Награды                   | «Мужской стиль»                                                                                           | н/д                        | Номинация | [ 45 ] |
| 2007 | Poptastic! Награды                   | «Большинство хочет встретиться»                                                                           | н/д                        | Номинация | [ 45 ] |
| 2009 | Teen Choice Awards                   | «Актер выбор фильмов»                                                                                     | Классный мюзикл: Выпускной | Номинация | [ 46 ] |